# 贝加德蒂拉多斯
贝加德蒂拉多斯，是西班牙卡斯蒂利亚-莱昂萨拉曼卡省的一个市镇。 总面积28平方公里，总人口203人（2001年），人口密度7人/平方公里。